# Olimpíada Pernambucana de Informática
A Olimpíada Pernambucana de Informática (OPEI) é uma olimpíada de conhecimento que acontece desde 2015 na Universidade Federal de Pernambuco. Organizada pelo PET Informática, grupo de pesquisa, ensino e extensão do Centro de Informática da UFPE, a olimpíada busca incentivar o interesse e a excelência em ciência da computação e informática. Além de preparar os competidores para olimpíadas nacionais, como a OBI.

## Modalidades
A OPEI é dividida em quatro diferentes modalidades, adaptadas para atender estudantes de diversos níveis educacionais, desde o ensino fundamental até o ensino superior. Cada modalidade é projetada para desafiar os participantes de acordo com seu nível de conhecimento e habilidades técnicas.

#### Provas teóricas
A modalidade teórica consiste em uma prova escrita sobre problemas algébricos, geométricos, lógicos e de noções de programação, sendo dividida nos níveis fundamental e médio.

#### Provas práticas
A modalidade prática é prova prática, executada em ambiente virtual, sobre problemas de programação, exigindo conhecimento de linguagens de programação e seus ambientes. A modalidade é dividida nos níveis júnior, para alunos do ensino dos últimos anos do ensino fundamental e médio; e sênior, destinado para estudantes do ensino técnico e superior.